# Cangla

## Klasifikacija jezika
Cangla naj bi bila blizu Tibetanskim jezikom. Bradley (2002) jo je vključil med vzhodne botijske jezike. Van Driem (2011), pa ga je pustil neklasificiranega med Sino-tibetanskimi, za izvedbo nadaljnih raziskav. Jezik ima veliko podobnosti s tibetanskimi jeziki in je ozko povezan s klasično tibetanščino, z mnogimi starimi ostalinami, ki so se v moderni tibetanščini spremenile (Bodt (2012:188-189)). osvetljuje Cangla jezik kot Botijski jezik, vendar upozarja, da je Cangla (kot vzhodni botijski jezik) je sicer povezan, vendar ne neposredno izhajajoč iz klasične tibetanščine.

## Dodatna literatura
- Abraham, Binny, Kara Sako, Elina Kinny, Isapdaile Zeliang. 2018. Sociolinguistic Research among Selected Groups in Western Arunachal Pradesh: Highlighting Monpa. SIL Electronic Survey Reports 2018-009.
- Egli-Roduner, S. (1987). Handbook of the "Sharchhokpa-lo/Tshangla". Thimphu: Helvetas.
- Hoshi, Michiyo (1987). »A Sharchok Vocabulary; A Language Spoken in Eastern Bhutan: Integral Study on the Ecology, Languages and Cultures of Tibet and Himalayas«. 8. Tokyo: Tokyo Research Institute for Languages and Cultures of Asia and Africa, Tokyo University of Foreign Studies (YAK). {{navedi časopis}}: Sklic journal potrebuje|journal= (pomoč)
- Andvik, Erik (1993). »Tshangla verb inflections: a preliminary sketch«. Linguistics of the Tibeto-Burman Area. 16.1: 75–136.
- Andvik, Erik (1999). »Tshangla Grammar: A Dissertation«. University of Oregon. {{navedi časopis}}: Sklic journal potrebuje|journal= (pomoč)
- Andvik, Erik (2003).  Graham Thurgood; Randy J. LaPolla (ur.). »Tshangla«. The Sino-Tibetan languages. London & New York City: Routledge: 439–455.
- Andvik, Erik (2004).  Anju Saxena (ur.). »"Do" as subordinator in Tshangla«. Himalayan Languages Past and Present. Trends in Linguistics, Studies and Monographs. Berlin & New York City: Mouton de Gruyter (149): 311–40.
- Andvik, Erik (2012).  Gwendolyn Hyslop; Stephen Morey; Mark Post (ur.). »Tshangla orthography«. North East Indian Linguistics. New Delhi: Cambridge University Press India Pvt. Ltd. 4.
- Grollmann, Selin. 2019. The internal diversity of the Tshangla languages: Insights from Bjokapakha. Paper presented at the ISBS Inaugural Conference, Magdalen College, University of Oxford.